# Туризм в Сингапуре

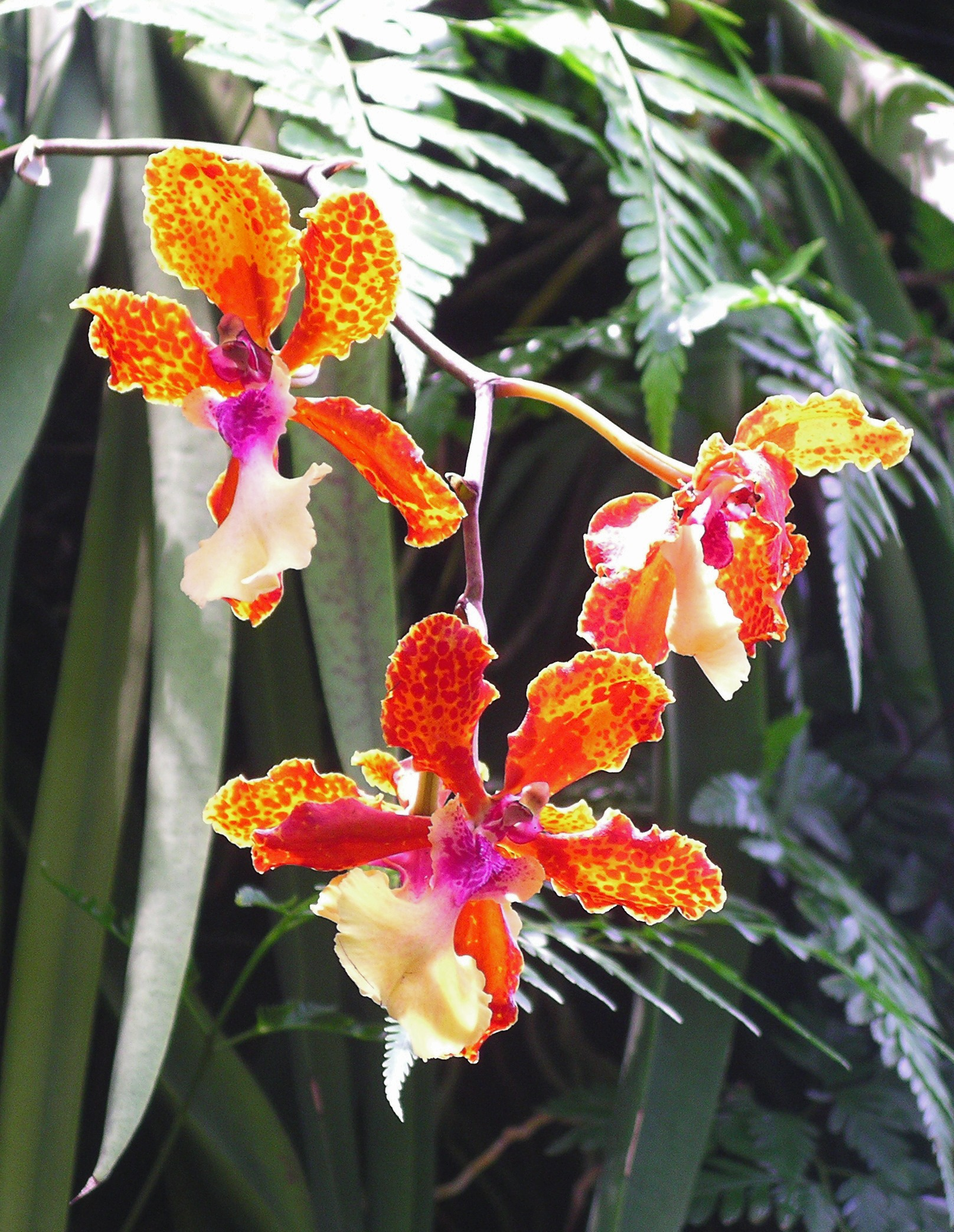
Орхидеи в Сингапурском ботаническом саду

Туризм в Сингапуре — крупнейшая отрасль экономики Сингапура.
В 2013 году Сингапур посетило 15,6 миллионов иностранных туристов, что примерно в 3 раза превышает население страны.. Поступления от туризма в государственную казну достигали около $18,8 млрд в 2010 году. Прирост с 2009 года составил 49 %.
Вопросы туризма в Сингапуре находятся в ведении Сингапурского Совета по туризму (STB; кит. 新加坡旅游局). В целях развития туризма в 1980-е годы исторические и культурно значимые области (Чайнатаун, Маленькая Индия) представлены для работ по их сохранению. Очищена от мусора река Сингапур, расположенные вдоль реки территории переданы для создания ресторанов и других туристических объектов. Правительство Сингапура выделило $905 млн на развитие туризма к 2017 году.
Сингапур привлекает туристов экологической чистотой, программами сохранения культурного и исторического наследия. Страна имеет один из самых низких в мире уровней преступности. Здесь английский язык является доминирующим среди четырёх официальных языков, что облегчает туристам общение. Транспорт в Сингапуре охватывает большинство районов страны.

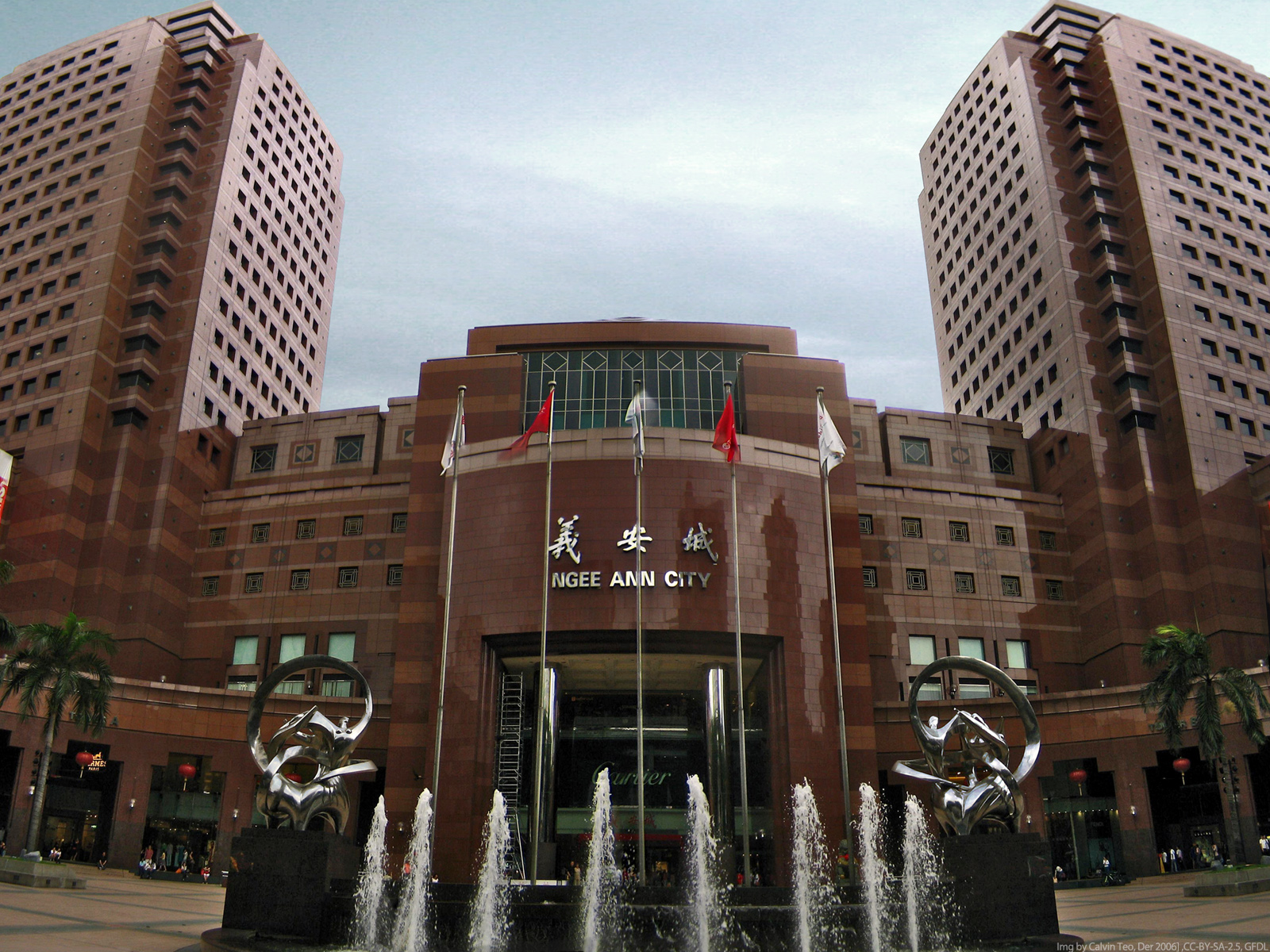
Торговый центр Такасияма

Сингапур стремится быть бизнес центром Юго-Восточной Азии. Здесь много многоэтажных торговых центров расположенных в районе Орчард-роуд, который является центром экологического и гастрономического туризма.
Популярны туристические достопримечательности страны — зоопарк Сингапура, Ночное сафари, парк птиц Джуронг.
Для туристов в Сингапуре предоставлены несколько пляжных курортов с туристическими достопримечательностями. На островах находятся исторический музей, большой аквариум с морскими обитателями. Туристический остров Сентоса, который привлёк 19 млн посетителей в 2011 году, находится на юге Сингапура. На нём находятся около 30 памятников, включая форт Силосо, построенный как крепость для защиты от японцев во время Второй мировой войны, где теперь можно увидеть оружие того времени. В Сингапуре есть два казино: Marina Bay Sands и Resorts World Sentosa. Marina Bay Sands имеет три 55-этажные башни с отелями. Три башни соединены террасой, площадью 1 га. В передней части трёх башен размещены выставочный и конференц-зал, казино, имеющее до 1000 игровых столов и 1400 игровых автоматов.

## Достопримечательности Сингапура

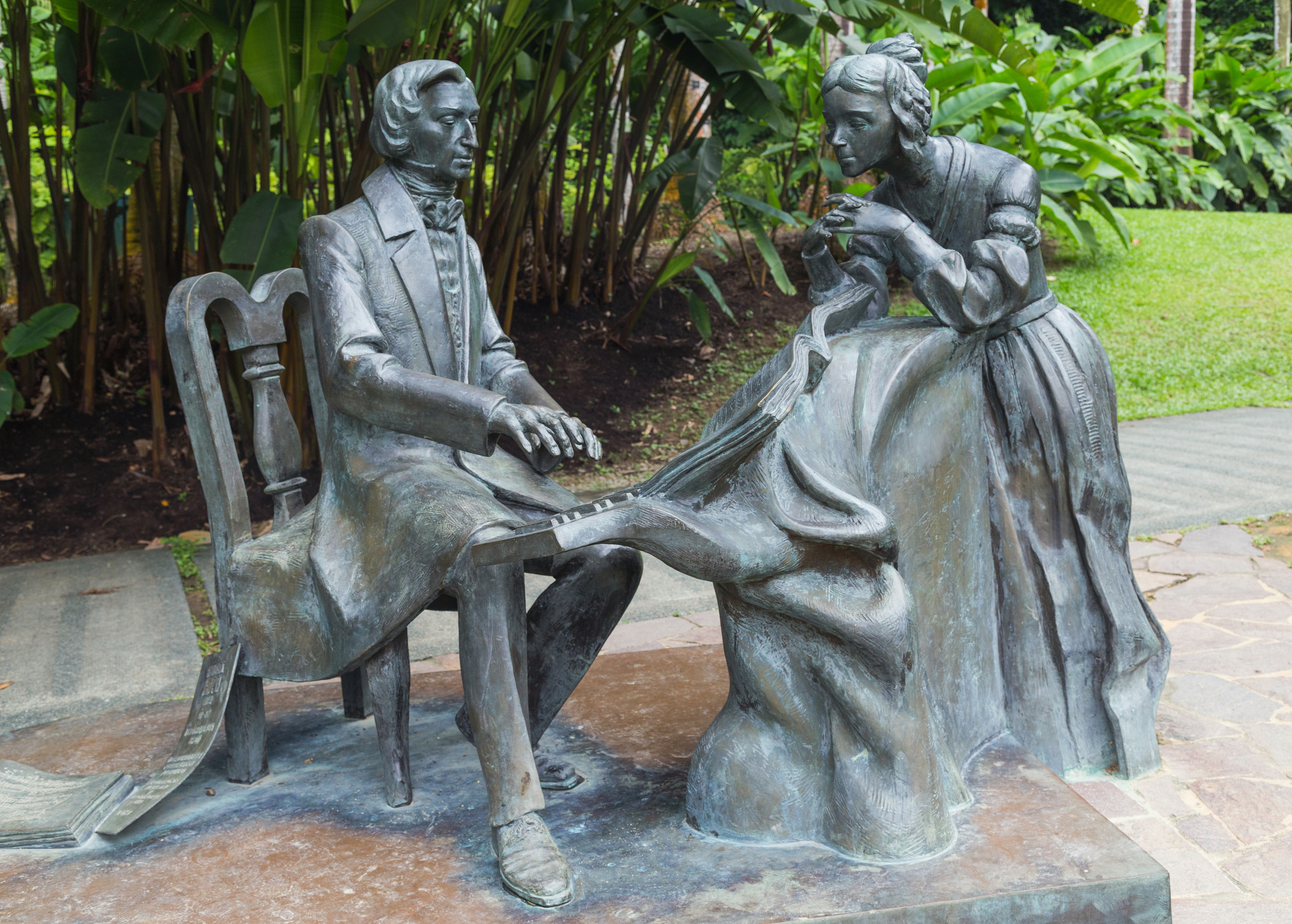
Памятник Шопену в Ботаническом саду

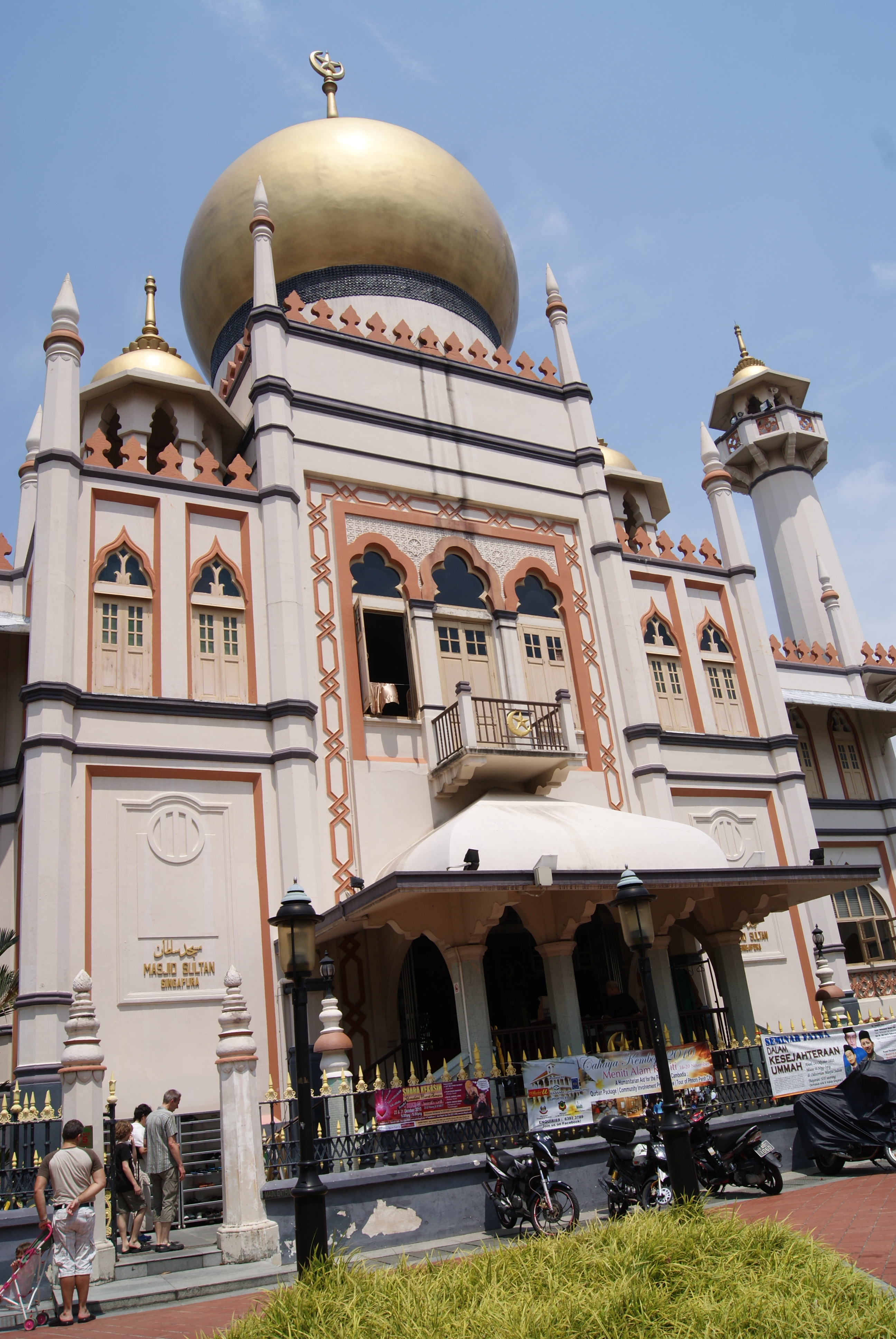
Мечеть Султана Хуссейна

К Сингапурским достопримечательностям относятся: памятник Шопену, Ботанические сады, парки с тропическими растениями. Ботанические сады Сингапура занимают территорию в 52 гектара, где можно найти коллекцию орхидей — около 3000 видов. В парке птиц Джуронг обитает много экзотических птиц со всего мира, в том числе стая фламинго в тысячу особей. В зоопарке Сингапура живёт крупнейшая в мире колония орангутанов, а заповедник «Букит Тимах» представляет собой 70 гектаров девственного тропического леса.
Пулау-Убин — остров у Сингапура также становится популярным местом для туристов с нетронутой природой. Речное сафари позволяет людям познакомиться с речными обитателями.

## Кухня Сингапура

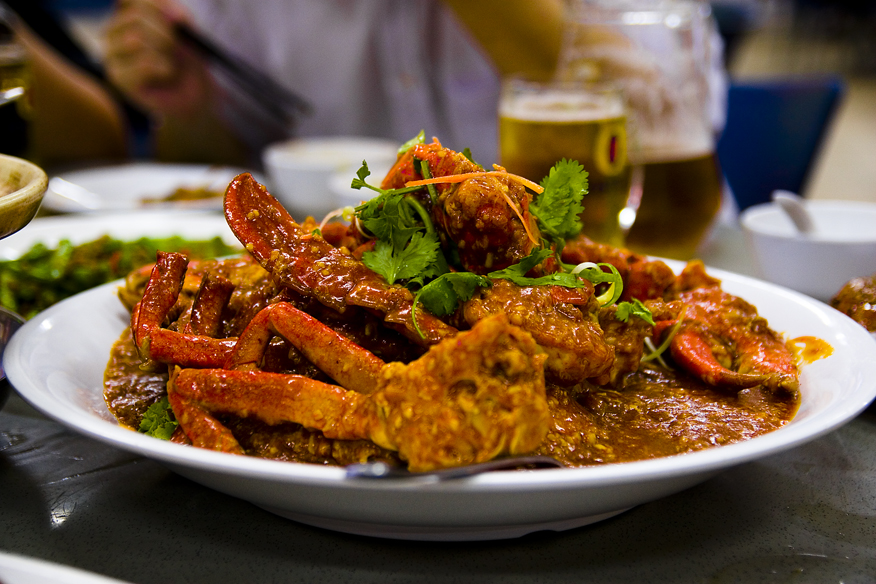
Краб-чили

Кухня Сингапура является следствием этнического разнообразия культуры Сингапура. В Сингапуре можно купить халяль (дозволенные мусульманам продукты), блюда традиционной тамильской или китайской кухни. Некоторые блюда включают в себя элементы от трёх культур, другие — влияние кухни Азии и Европы.
Правительство ежегодно в июле проводит Сингапурский фестиваль еды. Мультикультурность местной кухни создаёт «пищевой рай» для туристов. Здесь можно отведать лапшу бихун, краба-чили, наси-паданг, хайнаньский рис с курицей и тому подобное.

## Туристические мероприятия

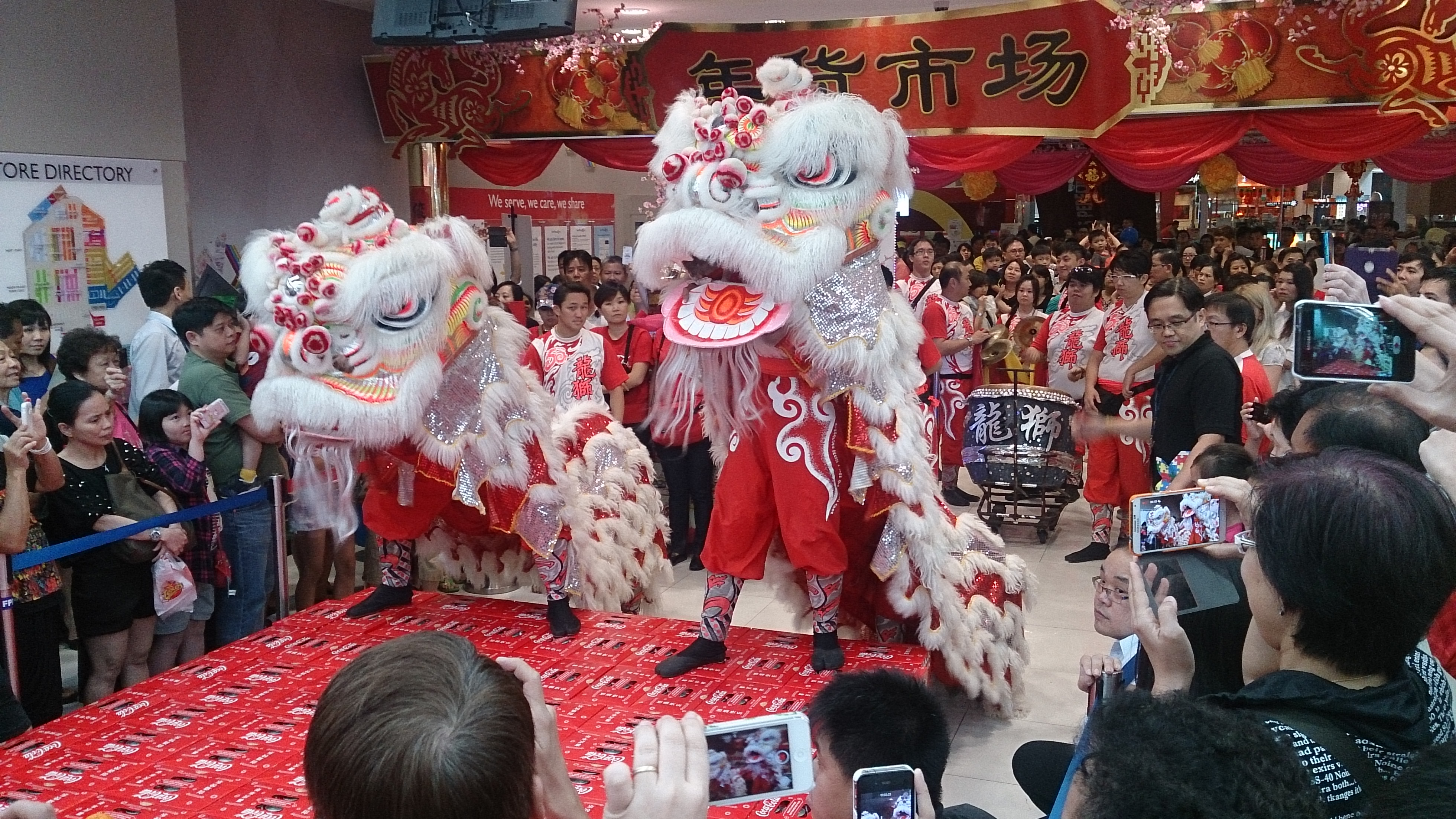
Танец льва в канун китайского нового года

Сингапурский Совет по туризму круглогодично проводит различные мероприятия для туристов. Это — фестиваль искусств, праздник сада, кулинарный фестиваль. Ежегодные мероприятия — Рождество и др. В 2010 году в Сингапуре прошли ежегодные летние юношеские Олимпийские игры.
Красочными мероприятиями бывают колоритные национальные фестивали: китайский Новый год, индуистские праздники Понгал и Тайпусам (февраль), фестиваль Весны Хоуганг (февраль), День рождения Бога-Ребёнка (май).
Проводится праздник драконьих лодок (май-июнь), праздник индийского танца и музыки — фестиваль храма Четтар, церемония очищения огнём Тимити (октябрь).
В октябре проходит праздник Наваратри («Девять светил») — в честь индусских богинь Дурги и Лакшми-Сарасвати, в ноябре — праздник Дивали, в честь победы Света над Тьмой. День рождения Будды отмечается ежегодно в мае—июне.
К светским праздникам относятся: Сингапурский фестиваль моды (март-апрель), Сингапурский фестиваль ювелирного искусства (сентябрь), Сингапурский фестиваль писателей.